# Sepedophilus littoreus
Sepedophilus littoreus – gatunek chrząszcza z rodziny kusakowatych i podrodziny Tachyporinae.

## Taksonomia
Gatunek opisany został w 1758 roku przez Karola Linneusza jako Staphylinus littoreus.

## Opis
Chrząszcze o ciele długości od 4 do 6 mm, w całości owłosionym i drobno punktowanym. Boki pokryw pozbawione szczecinek. 5 człon czułków podłużny. Ciało smoliście czarne z szerokim, żółtym obszarem wokół tylnych kątów przedplecza i żółtym znakiem u nasady pokryw. Odnóża żółte.

## Ekologia
Kusakowaty ten bytuje w zmurszałym drewnie drzew stojących i leżących, pod butwiejącą korą i gnijącym chrustem, a także w próchniejącym drewnie w szopach, stodołach, piwnicach i kopalniach.

## Występowanie
Gatunek holarktyczny. Zasiedla Europę, Egipt, Algierię, Maroko, Wyspy Kanaryjskie, Azory, Maderę, Rosję, Kaukaz, Iran, Chiny, Japonię, Stany Zjednoczone i Kanadę.
W Europie stwierdzony z Austrii, Belgii, Białorusi, Bułgarii, Czech, Danii, Finlandii, Francji, Holandii, Irlandii, Łotwy, Obwodu królewieckiego, Niemiec, Norwegii, Polski, europejskiej Rosji, Słowacji, Szwecji, Ukrainy, Węgier, Wielkiej Brytanii, Włoch. W Polsce na terenie całego kraju.